# Saturn V-3
Il Saturn V-3 (o MLV 5-3) fu un razzo studiato dal Marshall Space Flight Center nel 1965 e che utilizzava nuovi motori e nuovi stadi che non erano stati adottati nell'originale Saturn V. Il primo stadio utilizzava l'evoluzione dei motori F-1: gli F-1A che possedevano una spinta maggiorata del 20%. Il secondo stadio doveva essere equipaggiata con il motore HG-3 sviluppato a partire dal J-2. Quest'ultimo motore non venne mai realizzato ma la sua tecnologia ha portato allo sviluppo degli Space Shuttle main engine.
L'impiego di questo lanciatore sarebbe dovuto concretizzarsi nei programmi successivi e derivati dal Programma Apollo, tra cui le missioni di sbarco su Marte pianificate negli anni 1970 e 1980.